# Airlines of Tasmania
Airlines of Tasmania est une compagnie aérienne régionale australienne ayant son siège à Hobart, enTasmanie et basée à l'aéroport de Launceston.
Airlines of Tasmania a été fondée en 1977.

## Destinations de vol

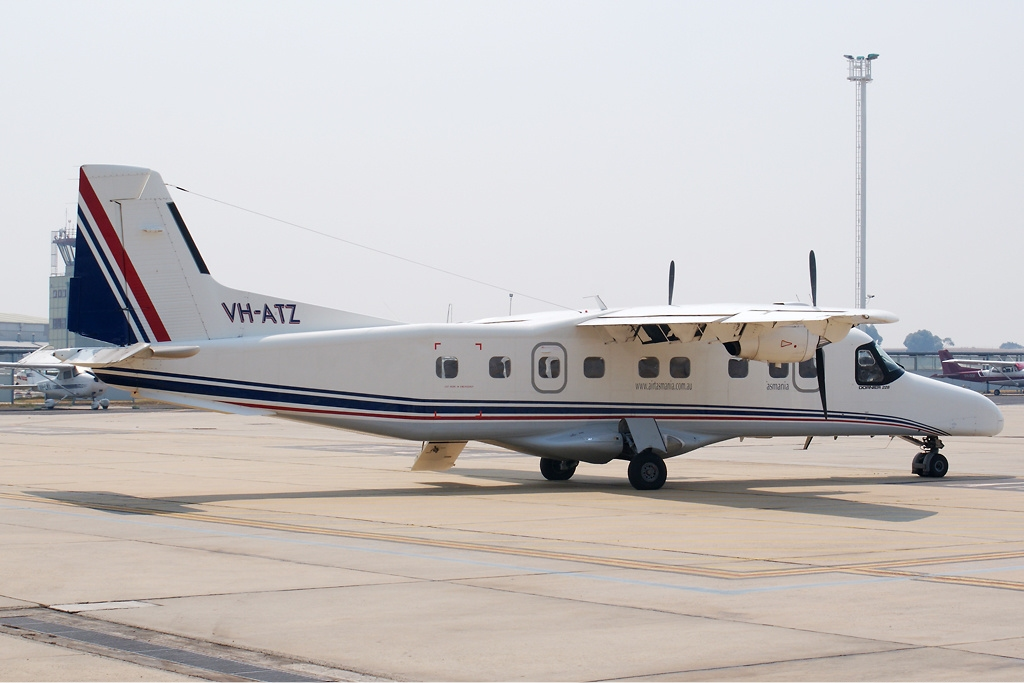
Un Dornier 228 de Airlines of Tasmania en 2000

En plus d'un vol régulier entre Launceston et l'île du Cap Barren, elle propose également des vols charters et des formations de pilotes.

## Flotte

### Flotte actuelle
En juillet 2022, la flotte d'Airlines of Tasmania se compose de quatre avions :
| Type d'avion            | Nombre | Commandés | Remarques | Sièges |
| ----------------------- | ------ | --------- | --------- | ------ |
| Britten-Norman Islander | 1      |           |           | 10     |
| Cessna 206              | 2      |           |           | 6      |
| Cessna 404              | 1      |           |           | 10     |
| En tout                 | 4      | –         |           |        |

### Anciens types d'avions
Les types d'avions suivants ont été utilisés dans le passé :
- Aero Commander 500, VH-BTN [3]
- Beechcraft 76 Duchesse
- Cessna 172
- De Havilland DH.114 Héron
- Dornier 228-212
- GAF N-22C Nomade
- Piper PA-31

## Incidents
Airlines of Tasmania a enregistré à ce jour un incident non mortel : 
- Le 4 août 1983, un De Havilland DH.114 Heron (immatriculation VH-CLY), qui ne volait pour la compagnie que depuis mai de la même année, a eu un accident lors d'un atterrissage raté à l'aéroport de Launceston[4].